# Molva (género)
Molva es un género de peces gadiformes de la familia Lotidae.

## Especies
Se reconocen las siguientes especies:
- Molva dypterygia (Pennant, 1784) (maruca azul)
- Molva macrophthalma (Rafinesque, 1810) (maruca azul)
- Molva molva (Linnaeus, 1758) (maruca común)